# Katmai-Nationalpark
Der Katmai-Nationalpark (englisch Katmai National Park and Preserve) ist der viertgrößte Nationalpark der USA. Wie alle drei größeren Parks auch liegt das von Vulkanen geprägte Gebiet in Alaska und ist für sein Valley of Ten Thousand Smokes und seine Braunbären bekannt. Der Park wurde am 2. Dezember 1980 durch den Alaska National Interest Lands Conservation Act eingerichtet und befindet sich auf der Alaska-Halbinsel gegenüber der Kodiak-Insel. Ein kleiner Teil des Gebiets im Norden unterliegt dem geringeren Schutzstatus einer National Preserve, hier ist die Jagd zulässig. Das Preserve wird von der Weltnaturschutzunion in der Kategorie V (Geschützte Landschaft) geführt.
An den Nationalpark schließt sich eine Kette von Naturschutzgebieten auf der Halbinsel an, die den Katmai-Nationalpark, Becharof National Wildlife Refuge, Alaska Peninsula National Wildlife Refuge, Aniakchak National Monument and Preserve und Izembek National Wildlife Refuge umfasst.

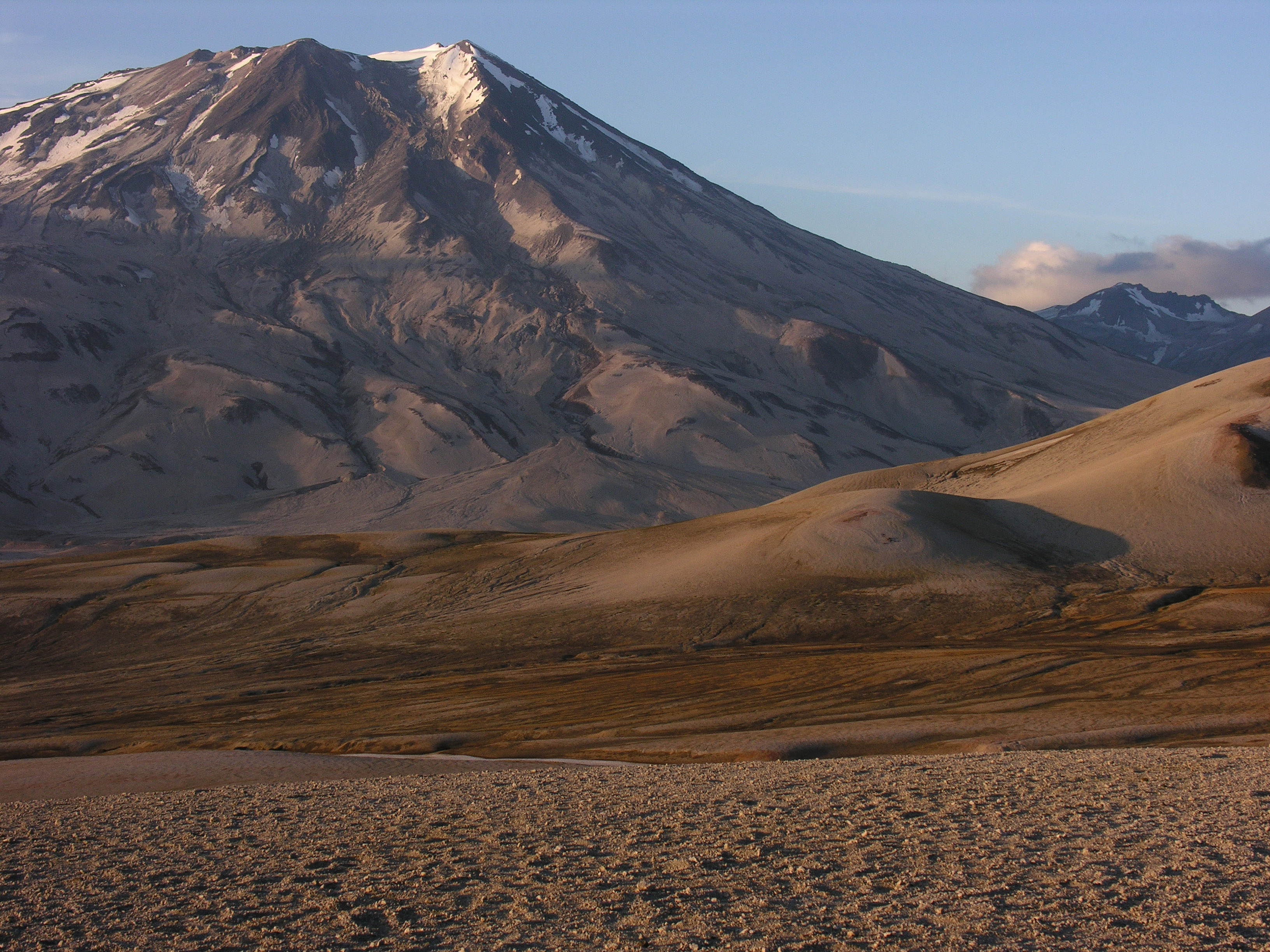
Mount Griggs und das Valley of Ten Thousand Smokes

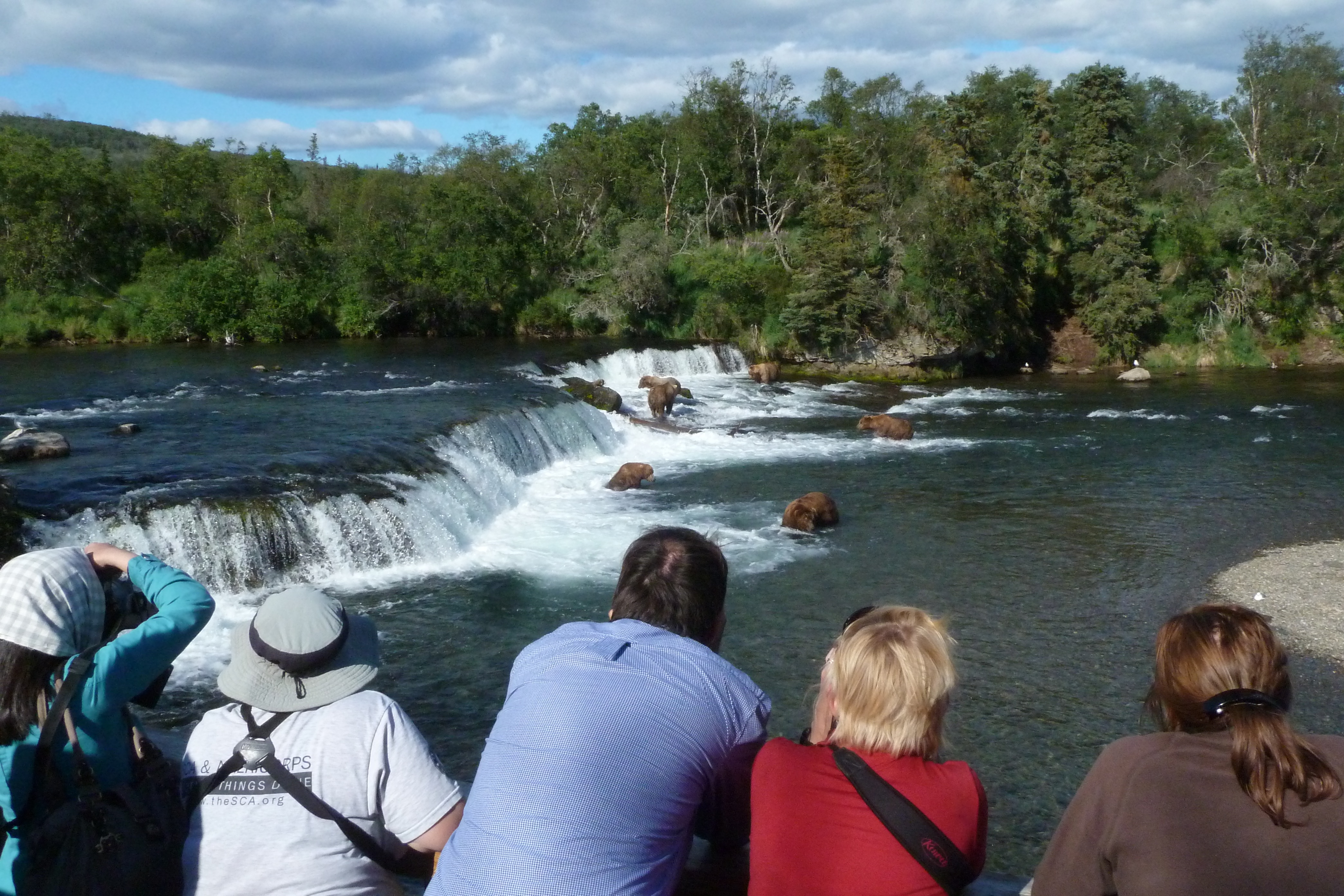
Braunbären und Beobachter an den Brooks Falls

Die Verwaltung des Nationalparks befindet sich in King Salmon, rund 470 km südwestlich von Anchorage. Der Ort kann per Linienflug erreicht werden und dient als Stützpunkt, von dem die anderen Schutzgebiete der Region per gechartertem Wasserflugzeug angeflogen werden können.
Im Park gibt es mindestens 14 aktive Vulkane. Die wichtigsten sind Katmai, Trident, Mageik, Martin, Griggs, Juhle und Novarupta.
1912 brach der Novarupta aus – einer der größten Vulkanausbrüche in historischer Zeit – und bildete dabei das Valley of Ten Thousand Smokes. Um dieses Gebiet zu schützen, wurde es am 24. September 1918 zum National Monument erklärt.
Als der Novarupta ausbrach, lagerte sich im Umkreis von 65 km² eine Stein- und Staubschicht von bis zu 200 m ab, und es wurde berichtet, dass man zwei Tage lang eine Laterne, die nur eine Armlänge entfernt gehalten wurde, nicht erkennen konnte.
Der Park ist außerdem für seine Braunbären und Lachse bekannt. Die Lachse ziehen sowohl die Menschen als auch die Bären an. Viele Bären versammeln sich an den Brooks Falls zwischen Lake Brooks und Naknek Lake, wo sie von einer Aussichtsplattform aus beobachtet werden können. Viele bekannte Fotos von Braunbären wurden hier aufgenommen.